# 马元镇
马元镇，是中华人民共和国甘肃省陇南市西和县下辖的一个乡镇级行政单位。
2014年，甘肃省民政厅批复同意撤销马元乡，设立马元镇。

## 行政区划
马元镇下辖以下地区：
老人山村、鲍河村、王庄村、佛孔村、瓦沟村、北沟村、南沟村、马湾村、沙水村、元丁村、马沟村、金星村、金泉村和周富村。